# Bellvís
Bellvís – gmina w Hiszpanii, w prowincji Lleida, w Katalonii, o powierzchni 46,73 km². W 2011 roku gmina liczyła 2391 mieszkańców.